# Дражен Врх (Света Ана)
Дражен Врх (словен. Dražen Vrh) — поселення в общині Света Ана, Подравський регіон‎, Словенія.